# Vojenská degradace
Vojenská degradace znamená zbavení vojenské hodnosti. V České republice k tomu může dojít dvojím způsobem. Buď rozhodnutím ministra obrany (v případě generálů rozhodnutím prezidenta republiky na návrh vlády) z důvodu zvlášť závažného porušení služebních povinností. Nebo odsuzujícím rozsudkem trestního soudu, je-li voják odsouzen za úmyslný trestný čin spáchaný ze zvlášť zavrženíhodné pohnutky k nepodmíněnému trestu odnětí svobody nejméně na dvě léta, kdy mu může být současně uložen trest ztráty vojenské hodnosti. V obou případech je však vždy důsledkem snížení dosavadní hodnosti na hodnost vojína a současně zánik služebního poměru vojáka.